# El Curtidor
El Curtidor är en ort i Mexiko.   Den ligger i kommunen Zinacantepec och delstaten Mexiko, i den sydöstra delen av landet, 80 km väster om huvudstaden Mexico City. El Curtidor ligger 2 903 meter över havet och antalet invånare är 2 301.
Terrängen runt El Curtidor är kuperad åt sydväst, men åt nordost är den platt. Runt El Curtidor är det tätbefolkat, med 493 invånare per kvadratkilometer. Närmaste större samhälle är Toluca, 19,0 km öster om El Curtidor. Trakten runt El Curtidor består till största delen av jordbruksmark.